# Naltrexon

Strukturformel

Naltrexon är ett läkemedel bland annat använt mot alkoholberoende.

## Farmakologi
Naltrexon fungerar som opioidantagonist med verkan på samtliga opioidreceptorer (μ, δ och κ). Genom så kallad kompetitiv inhibition upphävs effekterna av närvarande opioider vare sig de är kroppsegna (till exempel endorfiner) eller intagna utifrån (som morfin och heroin). Skillnaden mellan naltrexon och naloxon, som används mot heroinöverdoser, är framför allt att naltrexon har en avsevärt längre verkan. Halveringstiden i plasma är omkring 4 timmar för naltrexon och 13 timmar för dess aktiva metabolit 6-β-naltrexol.

## Användning
Effekterna av naltrexon vid alkoholberoende har varierat mellan olika studier, en sammanfattande studie sammanlänkar dessa till synes tvetydiga resultat och pekar på att skillnaderna i effekt kan bero på olika polymorfismer av opioida mu-receptorer inom den studerade gruppen.
Naltrexon ingår även för förstärkande effekt i ett aptitdämpande medel vid viktreduktionsbehandling.

## Forskning
Studier pågår av naltrexons effekter på andra typer av beroende, till exempel kokain, amfetamin och sexberoende.

### Användning mot autoimmuna tillstånd
Naltrexon används också i betydligt lägre doser mot vissa former av autoimmuna tillstånd, framför allt multipel skleros. Tidigare teorier kring verkningsmekanismen har varit reglering av immunförsvaret genom påverkan av kroppens endorfinsystem, eller placebo. Senare studier har dock visat att naltrexon blockerar TLR-4-receptorer, som är viktiga i immunförsvaret. Denna mekanism kan även vara orsak till symtomlindrande effekten av låga doser av naltrexon vid toleranstillstånd mot opioida smärtstillande läkemedel.